# Frankenburg am Hausruck
Frankenburg am Hausruck  ist eine Marktgemeinde in Oberösterreich im Bezirk Vöcklabruck  im Hausruckviertel mit 4965 Einwohnern (Stand 1. Jänner 2025). Die Gemeinde liegt im Gerichtsbezirk Vöcklabruck.

## Geografie

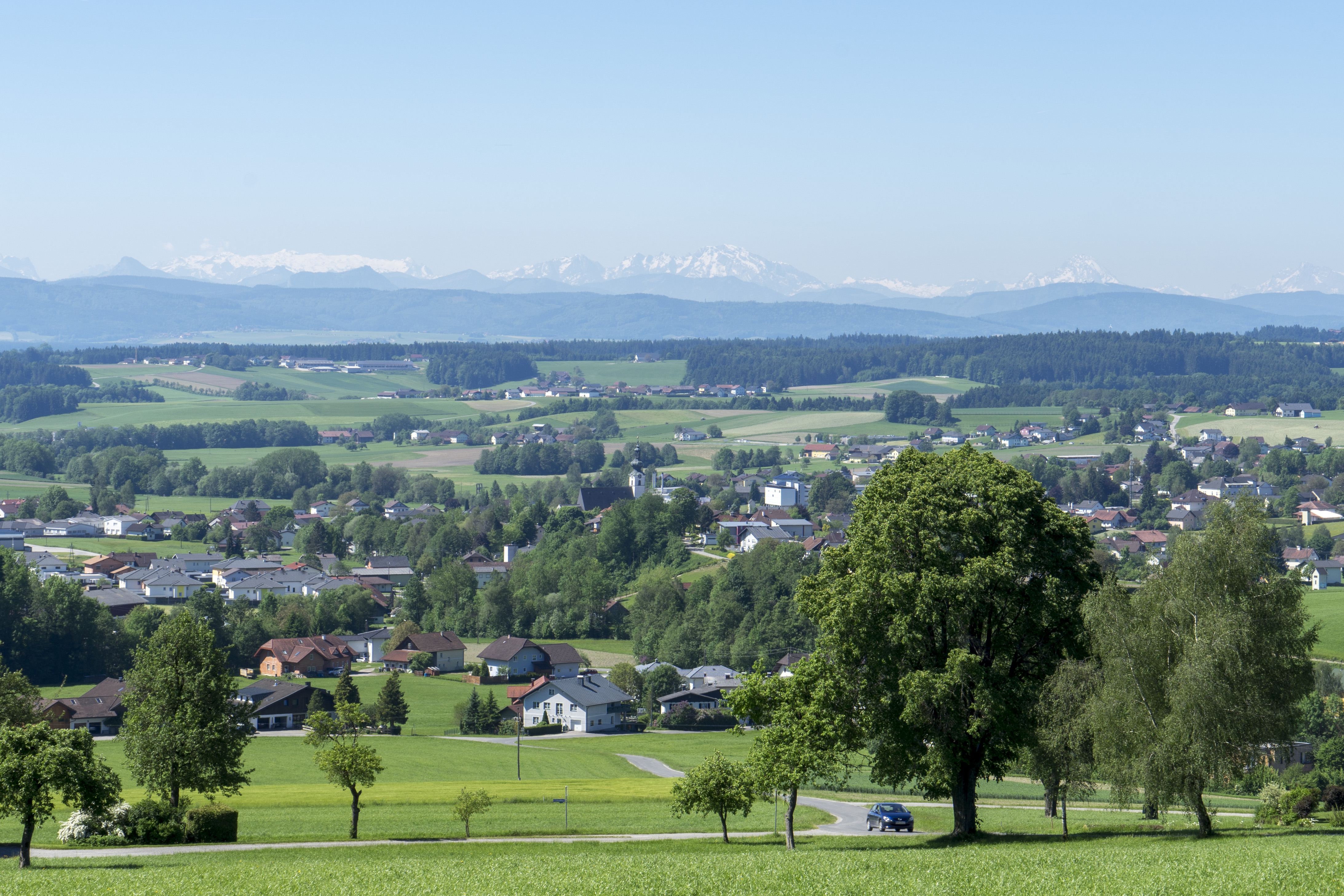
Der Ort vom Hofberg aus gesehen

Frankenburg am Hausruck liegt auf 519 m Höhe im Hausruckviertel. Die Ausdehnung beträgt von Nord nach Süd 10,6 km, von West nach Ost 10,3 km. Die Gesamtfläche beträgt 48,5 km², 44,5 % der Fläche sind bewaldet, 49,3 % der Fläche sind landwirtschaftlich genutzt.

### Gemeindegliederung
Das Gemeindegebiet umfasst folgende 63 Ortschaften (in Klammern Einwohnerzahl Stand 1. Jänner 2025):
- Arbing (40)
- Au (123)
- Außerhörgersteig (44)
- Badstuben (90)
- Brunnhölzl (23)
- Diemröth (38)
- Dorf (79)
- Egg (71)
- Engern (25)
- Erdpries (5)
- Erlatwaid (44)
- Exlwöhr (26)
- Finkenröth (12)
- Fischeredt (34)
- Fischigen (15)
- Frankenburg am Hausruck (2303)
- Friedhalbing (29)
- Geldigen (15)
- Göblberg (3)
- Grünbergsiedlung (74)
- Halt (39)
- Haslach (36)
- Haslau (51)
- Hintersteining (33)
- Hoblschlag (49)
- Hofberg (38)
- Innerhörgersteig (64)
- Innerleiten (159)
- Kinast (25)
- Klanigen (137)
- Leitrachstätten (20)
- Lessigen (49)
- Loixigen (97)
- Marigen (15)
- Märzigen (20)
- Mauern (32)
- Mayrhof (23)
- Mitterriegl (95)
- Mühlstaudet (25)
- Niederriegl (53)
- Oberedt (51)
- Oberfeitzing (17)
- Oberhaselbach (14)
- Ottigen (4)
- Ottokönigen (86)
- Pehigen (24)
- Perschling (34)
- Point (94)
- Pramegg (25)
- Raitenberg (32)
- Redltal (10)
- Renigen (42)
- Schnöllhof (45)
- Seibrigen (43)
- Stöckert (14)
- Tiefenbach (17)
- Unterau (35)
- Unteredt (22)
- Unterfeitzing (64)
- Unterhaselbach (40)
- Vordersteining (41)
- Wiederhals (23)
- Zachleiten (35)

Die Gemeinde besteht aus den Katastralgemeinden Frankenburg, Frein, Hintersteining, Hofberg und Hörgersteig.

### Nachbargemeinden
| Waldzell (Bezirk Ried im Innkreis) | Pramet Schildorn (Bezirk Ried im Innkreis)  | Eberschwang (Bezirk Ried im Innkreis) |
| Redleiten                          | Kompassrose, die auf Nachbargemeinden zeigt | Ampflwang                             |
| Fornach                            | Pfaffing Vöcklamarkt                        | Neukirchen an der Vöckla              |

## Geschichte

### Ortsgeschichte
Frankenburg war seit dem Jahr 16 nach Christus ein Teil der römischen Provinz Noricum.
Um 600 wanderten Baiern aus dem Bereich Franken ein und rodeten das Gebiet im Hausruck. Etwa 1100 wurde von Rapoto von Julbach die namensgebende Frankenburg am Hofberg errichtet. Seit dem 12. Jahrhundert gehörte der Ort zum Herzogtum Österreich. Seit 1490 wird er dem Fürstentum Österreich ob der Enns zugerechnet.
Hans von Khevenhüller-Frankenburg kaufte 1581 von Kaiser Rudolf II. das Schloss Kammer sowie die Herrschaften Burg Kogl (wo die Khevenhüller 1750 das Schloss Kogl erbauten) und Frankenburg mit Schloss Frein, die zur „Grafschaft Frankenburg“ vereinigt wurden. Die Frankenburg am Hofberg wurde als Verwaltungssitz aufgegeben, und am 11. Juni 1621 wurde durch Kaiser Ferdinand II. das nahe gelegene Dorf Zwispallen (zuvor Zwischwalden) zum Markt Frankenburg erhoben.
Als im Mai 1625 – zur Zeit des Dreißigjährigen Krieges – in Frankenburg ein römisch-katholischer Geistlicher eingesetzt werden sollte, kam es zum bewaffneten Aufstand der mehrheitlich protestantisch gesinnten Bürger und Bauern. Diese Rebellion wurde jedoch nach drei Tagen wieder aufgegeben, da der bayerische Statthalter Adam Graf von Herberstorff „Gnade“ versprach, falls die Aufständler ohne Wehr und Waffen zum Haushamerfeld kommen. Diese „Gnade“ war jedoch schrecklich:  Herberstorff erschien in Begleitung einer starken Militäreinheit und erklärte die anwesenden Frankenburger für zum Tode verurteilt. 36 Ausschussmänner mussten paarweise um ihr Leben würfeln: Die eine Hälfte von ihnen wurde begnadigt, die andere fand den Tod durch den Strick. In Frankenburg wurden sieben Verlierer des Würfelns am Kirchturm durch Erhängen hingerichtet, die übrigen in den Nachbargemeinden. Dieses Frankenburger Würfelspiel war Auftakt zu den Oberösterreichischen Bauernkriegen. Karl Itzinger setzte diesem Ereignis in seinem Roman Das Blutgericht am Haushamerfeld ein literarisches Denkmal, seit 1925 werden sie alle zwei Jahre von etwa 400 Laiendarstellern auf der größten Naturfreilichtbühne Europas nachgespielt.
Während der Napoleonischen Kriege war der Ort mehrfach besetzt. Die Khevenhüller verkauften damals die Herrschaften Kogl und Frankenburg an den Wiener Juristen Andreas Pausinger (1765–1818), der von Khevenhüller außerdem die Herrschaften Ungenach und Unterach am Attersee erwarb. 1816 wurde Pausinger durch König Maximilian I. Joseph von Bayern in den erblichen Adelsstand erhoben. Nach dem Tod von Pausingers wurden seine Besitzungen in Frankenburg, Kogl, Ungenach und Unterach unter seinen Hinterbliebenen aufgeteilt. Als Erstgeborener erhielt Franz von Pausinger (1794–1850) Frankenburg, das er jedoch bereits 1828 an seinen Bruder Karl Johann (1795–1848) veräußerte, welcher bis 1834 auch die übrigen Anteile aufkaufte und damit Alleinbesitzer der Herrschaften wurde. Schloss Frein in Frankenburg war von 1810 bis 1848 im Besitz der Familie von Pausinger. Nach dem Tod des Karl Johann von Pausinger 1848 wurden die Besitzungen auf seine Kinder Karl Valentin, Felix und Julia aufgeteilt. Karl Valentin von Pausinger verkaufte die Herrschaft Frankenburg 1849 an Franz Schaupp, während sein Bruder Felix die Herrschaften Kogl und Unterach 1872 an den Industriellen Franz Mayr von Melnhof verkaufte.
Seit 1918 gehört der Ort Frankenburg zum Bundesland Oberösterreich. Nach dem Anschluss Österreichs an das Deutsche Reich am 13. März 1938 gehörte der Ort zum Gau Oberdonau. 1945 erfolgte die Wiederherstellung Oberösterreichs.

### Einwohnerentwicklung

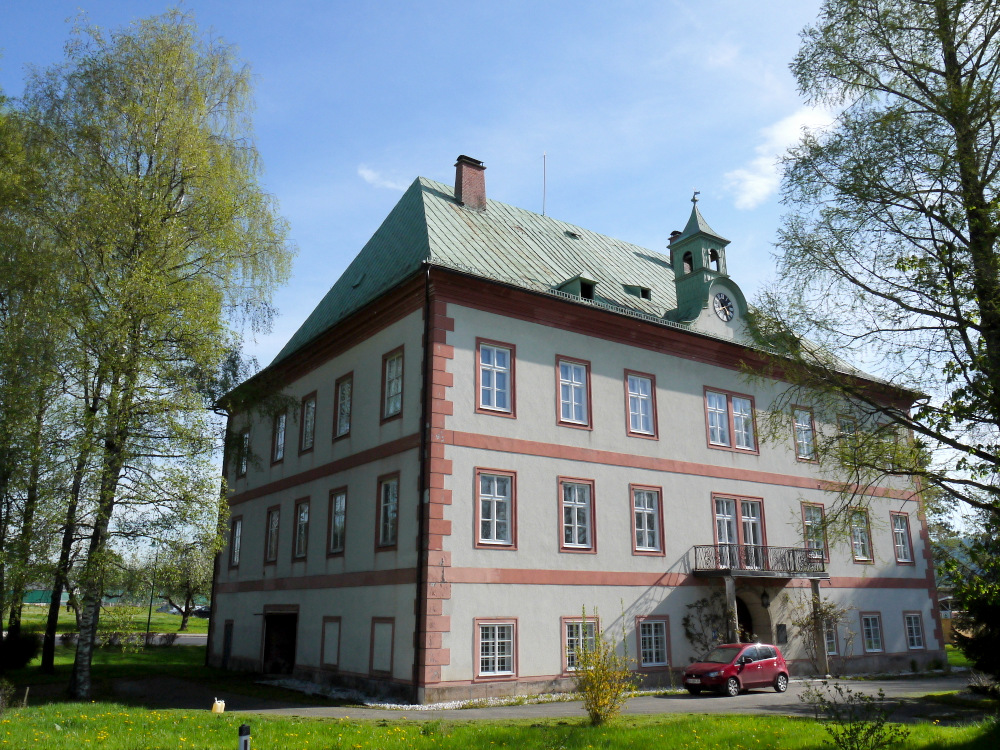
Schloss Frein

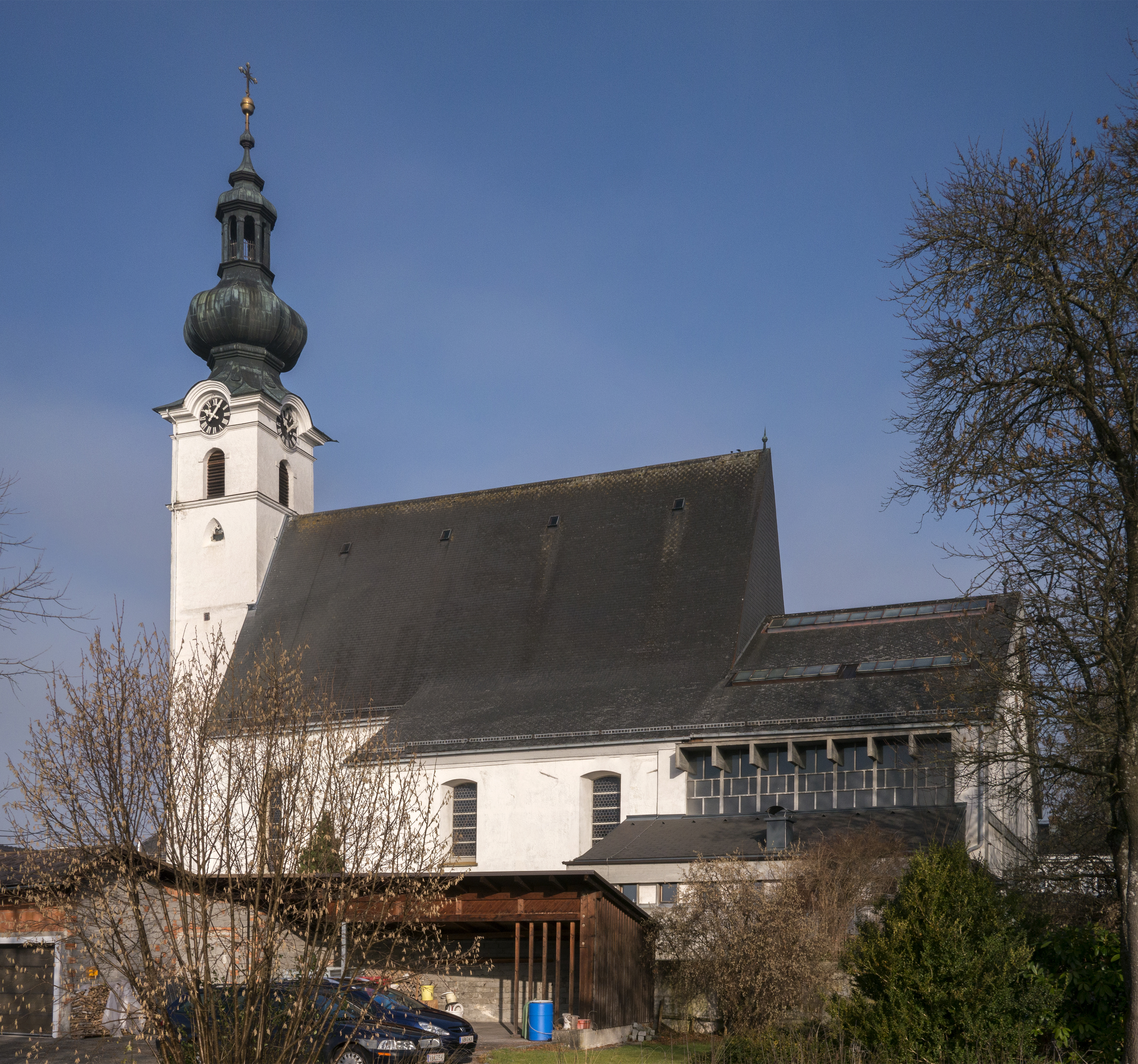
Pfarrkirche

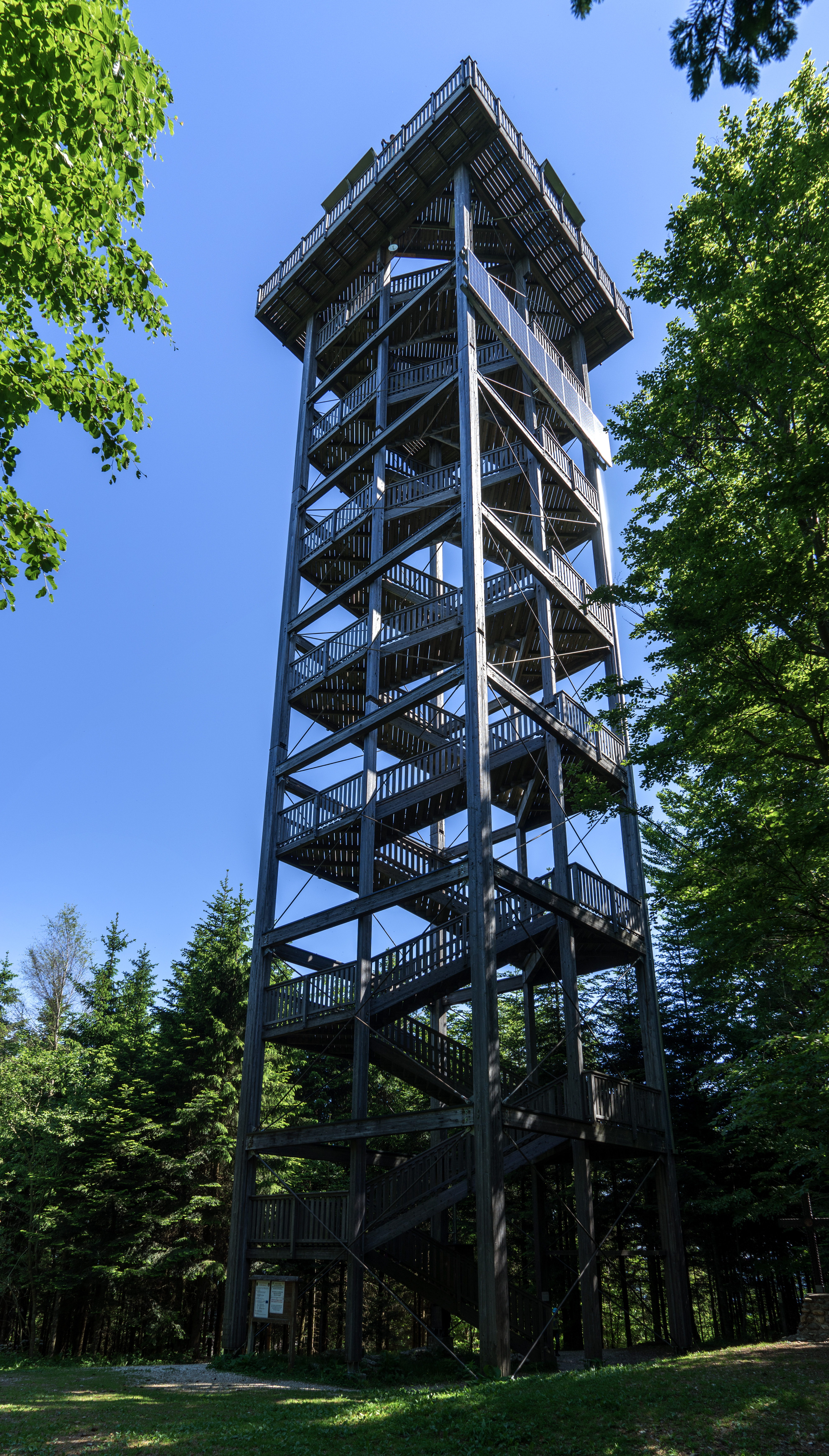
Der Aussichtsturm am Göblberg

## Kultur und Sehenswürdigkeiten
Siehe auch: Kleindenkmäler in Frankenburg am Hausruck
- Frankenburg: Die Frankenburg war eine Verteidigungsanlage im Mittelalter und später auch Verwaltungssitz. Sie befand sich auf dem Hofberg, einer Anhöhe in der Marktgemeinde Frankenburg.

- Schloss Frein: Schloss Frein gehörte ursprünglich dem Stift Mattsee. 1370 besaß es der Mattseer Bürger Chunrad der Schedinger. 1593 erwarb Hans Christoph Geymann das Schloss von den Landständen. 1621 wurde Frein mit Frankenburg an Hans von Khevenhüller-Frankenburg verkauft. 1674 gelangte es in den Besitz des Andreas von Pausinger und dessen Nachkommen bis 1849. Dann erwarb das Schloss Franz Schaup, einer der Mitbegründer der Brauerei Zipf. Die Brauereidynastie blieb Eigentümer, bis im Jahr 1942 Emilie Schaup kinderlos starb. Als Erben hatte sie die ehemaligen Baronenfamilie Limbeck von Lilienau eingesetzt. Doch wegen Erbstreitigkeiten wurde das Schloss bis zum Ende des Zweiten Weltkriegs von lokalen NS-Funktionären genutzt. Danach waren für zwei Jahre volksdeutsche Kriegsflüchtlinge darin einquartiert. Heute befinden sich in dem Gebäude eine Heimatstube und der Sitz der Forst- und Gutsverwaltung Frankenburg sowie das Archiv des Heimatvereins Frankenburg. Besitzer und Schlossherr ist der in Wien lebende Christian Limbeck-Lilienau, der im Jahr 2007 der Familie Zogaj kostenloses Quartier im Gebäude gewährte.

- Pfarrkirche Frankenburg am Hausruck
- Pflegerschloss Frankenburg

- Aussichtsturm am Göblberg: Der Göblberg ist mit 801 Metern die höchste Erhebung im Hausruck mitten in Oberösterreich. Daher sieht man bei Schönwetter fast das ganze Land. Hausruck und Kobernaußerwald bestehen aus eiszeitlichen Schottern und bilden das größte zusammenhängende Waldgebiet Mitteleuropas. Der Aussichtsturm wurde im Jahr 2006 von der ARGE Aussichtsturm Göblberg als Leader-Projekt der Marktgemeinden Ampflwang und Frankenburg errichtet und aus Mitteln des Landes Oberösterreich und der Europäischen Union gefördert.[3]
Die 35 Meter hohe Lärchenholzkonstruktion wurde von Ingenieurbüro Meinhart+Partner geplant und von der Schmid Bauunternehmung Holzbau GmbH von April bis Mai 2006 ausgeführt. Der Turm erhielt eine Anerkennung beim Oö. Holzbaupreis für sein technisches Know-how und seine solide Konstruktion als „nicht zu übersehende Landmark“.
Die Webcam auf dem Aussichtsturm ist nach Osten und Süden ausgerichtet und schießt alle fünf Minuten Fotos von Ampflwang und Frankenburg. Diese werden von Minniberger-flashnet ins Netz gestellt. Die Stromversorgung erfolgt durch ein Solarpaneel.

- Das Gebirgspanorama: Im Norden zieht sich das Panorama vom 117 km entfernten Großen Arber im Bayerischen Wald ins Mühlviertel zum Hochficht. Im Osten erkennt man an guten Tagen den Ötscher in 128 km Entfernung. Die Gipfel des Sengsengebirges und des Toten Gebirges sind da schon näher. Davor zeichnet sich markant der Traunstein ab. Das Höllengebirge im Süden scheint oft zum Greifen nah und hinter dem blauen Attersee sieht man die weißen Gipfel des Dachsteins. Markant auch der Schafberg, von dem es westwärts zu den Salzburger Bergen geht: Tennengebirge, Hochkönig und Untersberg. Watzmann und Hochstaufen führen nach Bayern und der Wendelstein am Rand der Chiemgauer Alpen schließt das Gebirgspanorama ab. Weiter westlich sieht man die ausgedehnten Wälder des Kobernaußer Waldes und darüber, in 146 km Entfernung, haben manche des Nachts schon das hell erleuchtete Oval der Münchner Allianz-Arena entdeckt.[4]

- Botanischer Garten: In Hintersteining, rund fünf Kilometer vom Zentrum entfernt, wurde 1998 der Botanische Garten mit einem großen Biotop eröffnet.

- Naturschutzgebiet Hobelsberg-Riesn: Am Hobelsberg wurde 2005 ein 4,1 ha großes Waldgrundstück als Naturschutzgebiet gewidmet, das sich vor allem durch seine großen Vorkommen der wilden Mondviole auszeichnet.

- Kulturinitiative KULIMU (Kunst, Literatur, Musik)

- Würfelspielmuseum

### Sport
- TSV Frankenburg
- ASKÖ Frankenburg
- Frankenburger Würfelspiellauf
- Feuerwehrsportgruppe Frankenburg/OÖ

## Wirtschaft und Infrastruktur
- Framag Industrieanlagenbau GmbH
- Zaunrith Fahrzeug- und Fertigungstechnik
- Hackschnitzelheizung Frankenburg (Fernwärme)
- Baugruppe Schmid

In Frankenburg befindet sich auch das Innovationszentrum Vöcklatal.

### Verkehr
Frankenburg liegt an der L509, der Frankenburger Straße. Es bestehen Postbusverbindungen nach Ried im Innkreis und Vöcklabruck. Durch letztere besteht Anschluss an die Westbahnstrecke und die Bahnhöfe Redl-Zipf und Vöcklabruck.

### Bildung
- Volksschule Frankenburg
- Mittelschule Frankenburg
- Landesmusikschule Frankenburg

## Politik

### Gemeinderat
Der Gemeinderat hat 25 Mitglieder.
- Mit den Gemeinderats- und Bürgermeisterwahlen in Oberösterreich 2009 hatte der Gemeinderat folgende Verteilung: 13 SPÖ, 9 ÖVP, 5 FPÖ und 4 GRÜNE.[5]
- Mit den Gemeinderats- und Bürgermeisterwahlen in Oberösterreich 2015 hatte der Gemeinderat folgende Verteilung: 12 SPÖ, 6 ÖVP, 5 FPÖ und 2 FAL.[6]
- Mit den Gemeinderats- und Bürgermeisterwahlen in Oberösterreich 2021 hat der Gemeinderat folgende Verteilung: 11 ÖVP, 10 SPÖ und 4 GRÜNE.[7]

### Bürgermeister
Bürgermeister von Freyn bis zur Eingemeindung 1861 waren:
- 1850–1855 Franz Schaub
- 1855–1858 Anton Kapsberger
- 1858–1861 Johann Scheibl

Bürgermeister von Hintersteining bis zur Eingemeindung 1861 waren:
- 1850–1855 Josef Schmid
- 1855–1861 Peter Greifeneder

Bürgermeister von Hofberg bis zur Eingemeindung 1861 waren:
- 1850–1855 Josef Masleitner
- 1855–1861 Joseph Altmann

Bürgermeister von Hörgersteig bis zur Eingemeindung 1861 waren:
- 1850–1855 Johann Seytinger
- 1855–1861 Caspar Stadlmann

Bürgermeister von Frankenburg am Hausruck waren:
- 1850–1855 Josef Kaspar
- 1855–1858 Joseph Würfl
- 1858–1864 Heinrich Taitl
- 1864–1867 Mathias Platzer
- 1867–1870 Johann Hallwirtl
- 1870–1873 Johann Weißl
- 1873–1876 Anton Voglbauer
- 1876–1879 Michael Daxl
- 1879–1882 Heinrich Taitl
- 1882–1885 Michael Zoister
- 1885–1888 Anton Pillichshammer
- 1888–1891 Josef Reinthaler
- 1891–1894 Josef Piesl
- 1894–1897 Josef Preuner
- 1897–1900 Alois Leitner
- 1900–1903 Josef Rager
- 1903–1906 Josef Preuner
- 1906–1919 Wilhelm Loderer
- 1919–1922 Johann Maier
- 1922–1929 Wilhelm Loderer
- 1929–1934 Anton Starzinger
- 1934–1938 Lorenz Huemer
- 1938–1939 August Dellacher-Rieger
- 1939–1943 Karl Pixner
- 1943–1945 Karl Eizenberger
- 1945–1945 Lorenz Huemer
- 1945–1955 Martin Kaiser
- 1955–1967 Friedrich Schlager
- 1967–1983 Oswald Oberreiter
- 1983–1994 Martin Kaiser
- 1994–2013 Franz Sieberer (SPÖ)
- 2013–2019: Johann Baumann (SPÖ)[9]
- 2019–2021: Heinz Leprich (SPÖ)[9]
- seit 2021: Norbert Weber (ÖVP)

### Wappen
Blasonierung: „Geteilt; blaues Herzschildchen mit goldenem Antiqua-Versalbuchstaben F; oben in Schwarz über goldenem Zwillings-Wellenbalken ein goldener, querliegender Eichenast mit zwei Blättern und einer aufrechten Eichel; unten in Rot ein silberner Polster mit goldenen Quasten an den vier Ecken und darauf liegendem schwarzen, goldverzierten Posthorn mit schwarzer, kreuzweise verschlungener Schnur.“
Der Eichelzweig auf dem Wellenbalken ist das Stammwappen der Khevenhüller-Aichelberg, die fast drei Jahrhunderte lang bis 1810 im Besitz der Herrschaft Frankenburg waren. Das auf dem Kissen liegende Hifthorn (in der Verleihungsurkunde fälschlich als „Posthorn“ beschrieben) ist dem Wappen der ersten Gattin des Franz Christoph Khevenhüller, Barbara Teufel von Gundersdorf († 1634), entnommen. Familienwappen der beiden Eheleute auf der Aquarellmalerei, fol. 408/409 in der 1623/24 von Georg Moshamer verfassten Khevenhüller-Chronik. Der Herzschild an der „vornehmsten“ Stelle des Wappens ist als Ehrenbezeigung für Kaiser Ferdinand II. aufzufassen.

### Städtepartnerschaften
Frankenburg am Hausruck pflegt Partnerschaften mit:
- Aidenbach, Bayern, Deutschland
- Vernon, Kanada

## Persönlichkeiten

### Ehrenbürger
- 2019: Gerhard Huber, Amtsleiter von Frankenburg 1983–2018[11]
- 2020: Johann Baumann, Bürgermeister von Frankenburg 2013–2019[12]

### Söhne und Töchter der Gemeinde
- Christoph Strattner († 1625), Marktrichter und Gastwirt in Frankenburg am Hausruck
- Georg Achleitner (1806–1883), Jurist und Politiker
- Susanna Scheibl (1842–1920), Schriftstellerin und Mundartdichterin
- Matthäus Bauchinger (1851–1934), römisch-katholischer Geistlicher und Politiker
- Berthold Egger (1852–1891), Augustiner-Chorherr und Publizist
- Maria Moser (* 1948), Malerin

### Mit der Gemeinde verbundene Persönlichkeiten
- Franz Xaver von Pausinger (1839–1915), Landschafts- und Tiermaler
- Heinz Göbel (1947–2013), Maler und Grafiker
- Lena Göbel (* 1983), Malerin und Holzschneiderin
- Laura Wienroither (* 1999), Fußballspielerin